# Taphiassa
Genre
Synonymes
- Parapua Forster, 1959

Taphiassa est un genre d'araignées aranéomorphes de la famille des Anapidae.

## Distribution
Les espèces de ce genre se rencontrent en Australie, en Nouvelle-Zélande et en Nouvelle-Calédonie.

## Liste des espèces
Selon World Spider Catalog (version 17.5, 23/11/2016) :
- Taphiassa castanea Rix & Harvey, 2010
- Taphiassa globosa Rix & Harvey, 2010
- Taphiassa impressa Simon, 1880
- Taphiassa magna Rix & Harvey, 2010
- Taphiassa punctata (Forster, 1959)
- Taphiassa robertsi Rix & Harvey, 2010

## Publication originale
- Simon, 1880 : Matériaux pour servir à une faune arachnologique de la Nouvelle-Calédonie. Annales de la Société Entomologique de Belgique, vol. 23 (C.R.), p. 164-175.